# Alan Napier
Pour les articles homonymes, voir Napier.
Alan William Napier-Clavering, né le 7 janvier 1903 à Birmingham (Royaume-Uni), et décédé d'un accident vasculaire cérébral le 8 août 1988 à Santa Monica, en Californie (États-Unis), est un acteur britannique. Il est surtout connu pour avoir joué le rôle du majordome Alfred Pennyworth dans la série télévisée Batman de 1966 à 1968, ainsi que dans le film éponyme en 1966. Il a aussi joué dans d'autres films célèbres tels que Pas de printemps pour Marnie d'Alfred Hitchcock, Mary Poppins et My Fair Lady.

## Biographie

### Jeunesse et carrière
Napier est le fils de Claude Gerald Napier-Clavering (1869–1938) et de Mary Millicent Napier-Clavering (née Kenrick, 1871–1932), sœur de Wilfred Byng Kenrick (en) et cousin germain de  Neville Chamberlain, premier ministre britannique de 1937 à 1940. Il réalise ses études à l'école Packwood Haugh et, après avoir quitté le Clifton College, il étudie à la Royal Academy of Dramatic Art, obtenant son diplôme en 1925.
Il est engagé par les Oxford Players, où il travaille avec John Gielgud et Robert Morley. Comme Napier l'a rappelé, sa taille « ridiculement haute », 6,6 pieds soit près de 2 mètres, a joué un rôle crucial dans l'obtention de sa position (mais a aussi été la raison d'avoir failli la perdre). J. B. Fagan (en) avait renvoyé Tyrone Guthrie parce qu'il était trop grand pour la plupart des rôles. Napier a été interviewé (et accepté) comme remplaçant de Guthrie en étant assis. Fagan s'est rendu compte que Napier était encore plus grand que Guthrie quand il s'est levé, mais a honoré son engagement. Napier a joué pendant dix ans (1929–1939) sur la scène du West End. Il se décrit comme ayant une affinité particulière pour le travail de George Bernard Shaw et en 1937 est apparu dans une reprise londonienne de La Maison des cœurs brisés (Heartbreak House) supervisée par Shaw lui-même. 
Il a fait ses débuts sur la scène américaine dans le rôle principal, face à Gladys George, dans Lady in Waiting. Bien que sa carrière cinématographique ait commencé en Grande-Bretagne dans les années 1930, il eut très peu de succès devant les caméras jusqu'à ce qu'il rejoigne la communauté britannique des expatriés à Hollywood en 1941. Là, il passe du temps avec des gens comme James Whale, un ancien Oxford Player. Il joue dans des films tels que Prisonniers du passé (Random Harvest, 1942), La Féline (Cat People, 1942) et La Falaise mystérieuse (The Uninvited, 1944). Dans Le Chant de Bernadette (The Song of Bernadette, 1943), il incarne le psychiatre éthiquement discutable qui est engagé pour déclarer Bernadette mentalement malade. Il joue également le vicieux comte de Warwick dans Jeanne d'Arc (1948). Il apparaît dans deux films shakespeariens : Macbeth de Orson Welles (1948), dans lequel il joue un prêtre que Welles a ajouté à l'histoire et qui parlait des lignes de dialogue à l'origine prononcées par d'autres personnages, et Jules César (1953) de la MGM, dans le rôle de Cicéron. Il apparaît comme M. Rutland dans le film d'Alfred Hitchcock Pas de printemps pour Marnie (1964).
En 1949, il fait une apparition dans la série d'anthologie télévisée de courte durée Your Show Time, dans le rôle de Sherlock Holmes, dans une adaptation du Ruban moucheté (The Adventure of the Speckled Band). Dans les années 1950, il apparait à la télévision dans quatre épisodes d'Alfred Hitchcock Presents et joue dans la série western NBC de Dale Robertson : Tales of Wells Fargo. Il a eu un rôle récurrent en tant que général Steele dans la comédie de 1962-1963 : Don't Call Me Charlie!. Il est le premier acteur à incarner à l'écran le détective de l'occulte Thomas Carnacki, par deux fois dans les années 50, avant Donald Pleasence.

### Batman
En 1965, il est le premier à être choisi pour jouer dans la future série télévisée Batman. Il prend le rôle du fidèle majordome de Bruce Wayne et Dick Grayson, Alfred Pennyworth ; un rôle qu'il joua jusqu'à l'annulation de la série en 1968. Il a aussi joué ce rôle dans le film de 1966 Batman de Leslie H. Martinson. 
« Je n'avais jamais lu de bandes dessinées avant d'être embauché pour Batman. Mon agent a appelé et a dit : "Je pense que tu vas jouer dans la série télévisée et le film Batman", alors j'ai répondu " C'est quoi Batman ? " Il m'a demandé : " Tu ne lis pas les bandes dessinées ? " J'ai répondu : " Non, jamais ". Il a dit : " Je pense que tu vas être le majordome de Batman ". Alors j'ai dit : "Comment sais-tu que je veux être le majordome de ce Batman ? C'était la chose la plus ridicule dont j'aie jamais entendu parler. Il a dit : " Cela peut valoir plus de 100 000 $. Alors j'ai dit que je serais le majordome de Batman".»
La version du Joker de Jack Nicholson, dans le film Batman de Tim Burton en 1989, a été nommé Jack Napier en son honneur.

### Fin de carrière
La carrière d'Alan Napier s'étend jusque dans les années 1980 avec des rôles à la télévision, notamment les mini-séries QB VII, The Bastard et Colorado (Centennial), et le drame The Paper Chase. Il prend sa retraite en 1981, il a alors 78 ans.
Au début de 1988, il apparait dans le talk-show de fin de soirée The Late Show dans le cadre d'une réunion des acteurs de Batman, bien qu'il soit en fauteuil roulant. Sa collègue Yvonne Craig, qui jouait Batgirl dans la série, a décrit l'émission de cette réunion comme surbookée, et lorsque l'animateur Ross Shafer s'est finalement tourné vers Napier, ce n'était que pour lui poser une question idiote pour ensuite l'interrompre brusquement alors qu'il racontait une histoire, à la grande déception de Napier. Contrarié, il n'a plus jamais participé à d'autres émissions de ce genre jusqu'à son décès.

### Famille
Il s'est marié deux fois. Sa deuxième épouse, Aileen Dickens Hawksley, était une arrière-petite-fille du romancier Charles Dickens. La fille de Aileen, née d'un précédent mariage, l'actrice Jennifer Raine, est la mère de l'acteur enfant Brian Forster, mieux connu sous le nom de "Chris Partridge" dans la série télévisée des années 1970 The Partridge Family. 

### Mort
Napier est victime d'un accident vasculaire cérébral en 1987. Il est hospitalisé à partir de juin 1988 et est gravement malade pendant plusieurs jours, avant de mourir de causes naturelles le 8 août 1988, au Berkeley East Convalescent Hospital de Santa Monica, en Californie. Il avait 85 ans. Il résidait à Pacific Palisades, quartier de Los Angeles.

## Autobiographie
Au début des années 1970, Napier écrit une autobiographie en trois volumes qui n'a pas été publiée à l'époque parce que, comme il le disait en plaisantant, « je n'ai pas commis de crime majeur et je ne suis pas connu pour avoir couché avec des actrices célèbres ». En 2015, McFarland Press a publié le livre sous le titre Not Just Batman's Butler (« Pas seulement le majordome de Batman »), avec le texte original de l'acteur annoté et mis à jour par James Bigwood.

## Filmographie

### Au cinéma

#### Années 1930
- 1930 : Caste : Le capitaine Hawtree
- 1931 : Stamboul : Bouchier
- 1932 : In a Monastery Garden : Le comte Romano
- 1933 : Loyalties : Le général Canynge
- 1933 : Bitter Sweet (en) : Lord Shayne
- 1937 : For Valour : Le général
- 1937 : Wings Over Africa : Redfern
- 1937 : The Wife of General Ling : Le gouverneur
- 1939 : Les quatre justiciers (en) (The Four Just Men) : Sir Hamar Ryman M.P.
- 1939 : Nous ne sommes pas seuls (We Are Not Alone) d'Edmund Goulding : Archdeacon

#### Années 1940
- 1940 : Le Retour de l'homme invisible (The Invisible Man Returns) de Joe May : Willie Spears
- 1940 : La Maison aux sept pignons de Joe May : Fuller, le facteur
- 1941 : Confirm or Deny : Updyke
- 1942 : L'Escadrille des aigles (Eagle Squadron) d'Arthur Lubin : L'officier du bataillon des Black Watch
- 1942 : A Yank at Eton : Le restaurateur
- 1942 : La Féline (Cat People) de Jacques Tourneur : Dr Carver
- 1942 : Prisonniers du passé (Random Harvest) de Mervyn LeRoy : Julian Rainier
- 1943 : Un commando en Bretagne (Assignment in Brittany) : Sam Wells
- 1943 : Appointment in Berlin (en) d'Alfred E. Green : Le colonel Patterson
- 1943 : Fidèle Lassie (Lassie Come Home) de Fred M. Wilcox : Jock
- 1943 : Madame Curie, de Mervyn LeRoy : Dr Bladh
- 1943 : Le Chant de Bernadette (The Song of Bernadette) de Henry King : Dr Debeau
- 1943 : L'Ange perdu (Lost Angel) de Roy Rowland : Dr Woodring
- 1944 : Mademoiselle Fifi : Le comte de Breville
- 1944 : La Falaise mystérieuse (The Uninvited) de Lewis Allen : Dr Scott
- 1944 : Action in Arabia de Léonide Moguy : Eric Latimer
- 1944 : The Hairy Ape : MacDougald, l'ingénieur en chef
- 1944 : Espions sur la Tamise (Ministry of Fear) de Fritz Lang : Dr Forrester
- 1944 : Trente Secondes sur Tokyo (Thirty Seconds Over Tokyo) de Mervyn LeRoy : M. Parker
- 1944 : Dark Waters d'André De Toth : Le docteur
- 1945 : Hangover Square, de John Brahm : Sir Henry Chapman
- 1945 : L'Île des morts (Isle of the Dead) de Mark Robson : St. Aubyn
- 1946 : Three Strangers de Jean Negulesco : David Shackleford
- 1946 : House of Horrors : F. Holmes Harmon
- 1946 : Scandale à Paris (A Scandal in Paris) de Douglas Sirk : Houdon De Pierremont
- 1946 : Le Démon de la chair (The Strange Woman) de Edgar George Ulmer : Juge Henry Saladine
- 1947 : Sinbad le marin (Sinbad the Sailor) de Richard Wallace : Aga
- 1947 : Sénorita Toréador (Fiesta) de Richard Thorpe : Le touriste
- 1947 : High Conquest (en) d'Irving Allen : Tommy Donlin, l'artiste
- 1947 : Le Crime de Madame Lexton (Ivy) de Sam Wood : Sir Jonathan Wright
- 1947 : Adventure Island : Attwater
- 1947 : Des filles disparaissent (Lured) de Douglas Sirk : L'inspecteur Gordon
- 1947 : Jenny et son chien (Driftwood) d'Allan Dwan : Dr Nicholas Adams
- 1947 : Les Conquérants d'un nouveau monde (Unconquered) de Cecil B. DeMille : Sir William Johnson
- 1947 : Ambre (Forever Amber) d'Otto Preminger : Landale
- 1947 : The Lone Wolf in London : Monty Beresford
- 1948 : Johnny Belinda de Jean Negulesco : L'avocat de la défense
- 1948 : Macbeth d'Orson Welles : Un prêtre
- 1948 : Jeanne d'Arc (Joan of Arc) de Victor Fleming : Le comte de Warwick
- 1948 : Le Maître de Lassie (Hills of Home) : Sir George
- 1949 : Pour toi j'ai tué (Criss Cross) de Robert Siodmak : Finchley
- 1949 : Mon véritable amour (My Own True Love) de Compton Bennett : Kittredge
- 1949 : Tarzan's Magic Fountain : Douglas Jessup
- 1949 : Un Yankee à la cour du roi Arthur (A Connecticut Yankee in King Arthur's Court) de Tay Garnett : Le bourreau
- 1949 : L'Homme au chewing-gum (Manhandled) de Lewis R. Foster : Alton Bennet
- 1949 : Le Danube rouge (The Red Danube) de George Sidney : Le géneral
- 1949 : Le Défi de Lassie (Challenge to Lassie) de Richard Thorpe : Lord Provost
- 1949 : Master Minds (en) de Jean Yarbrough : Dr Druzik

#### Années 1950
- 1950 : Tripoli (Tripoli) de Will Price : Khalil
- 1951 : Double Crossbones de Charles Barton : Le capitaine William Kidd
- 1951 : Tarzan's Peril : Le commissaire Peters
- 1951 : Le Grand Caruso (The Great Caruso) de Richard Thorpe : Jean de Reszke
- 1951 : Le Chevalier au masque de dentelle (The Highwayman) de Lesley Selander : Barton
- 1951 : Au-delà du Missouri (Across the Wide Missouri) de William A. Wellman : Le capitaine Humberstone Lyon
- 1951 : La Femme au voile bleu (The Blue Veil) de Curtis Bernhardt : Le professeur George Carter
- 1951 : Le Château de la terreur (The Strange Door) de Joseph Pevney : Le comte Grassan
- 1952 : Big Jim McLain d'Edward Ludwig : Sturak
- 1953 : La Reine vierge (Young Bess) de George Sidney : Robert Tyrwhitt
- 1953 : Jules César (Julius Caesar) de Joseph L. Mankiewicz : Cicéron
- 1954 : Désirée, de Henry Koster : Despreaux
- 1955 : Les Contrebandiers de Moonfleet (Moonfleet) de Fritz Lang : Parson Glennie
- 1956 : Le Bouffon du roi (The Court Jester) de Melvin Frank et Norman Panama : Sir Brockhurst
- 1956 : Meurtres à Miami (Miami Exposé) : Raymond 'Ray' Sheridan
- 1956 : Le Peuple de l'enfer (The Mole People) de Virgil W. Vogel : Elinu, le grand prêtre
- 1957 : Femmes coupables (Until They Sail) de Robert Wise : Le procureur général
- 1959 : L'Île des femmes perdues (Island of Lost Women) de Frank Tuttle : Dr Paul Lujan
- 1959 : Voyage au centre de la Terre (Journey to the Center of the Earth) de Henry Levin : Dean

#### Années 1960
- 1961 : Amour sauvage (Wild in the Country) : Le professeur Joe B. Larson
- 1962 : Tendre est la nuit (Tender Is the Night) de Henry King : Pardo
- 1962 : L'Enterré vivant (The Premature Burial) de Roger Corman : Dr Gideon Gault
- 1963 : Merlin l'Enchanteur (The Sword in the Stone) de Wolfgang Reitherman : Sir Pellinore (voix)
- 1964 : Pas de printemps pour Marnie (Marnie) d'Alfred Hitchcock : M. Rutland
- 1964 : My Fair Lady de George Cukor : L'homme accompagnant Eliza auprès de la reine
- 1964 : Signpost to Murder : Le vicaire
- 1964 : 36 Heures avant le débarquement (36 Hours) de George Seaton : Le colonel Peter MacLean
- 1965 : Le Cher Disparu (The Loved One) de Tony Richardson : Un membre du club britannique
- 1966 : Batman de Leslie H. Martinson : Alfred Pennyworth

### À la télévision
- 1955 à 1959 : Alfred Hitchcock présente, 6 épisodes
  - Into Thin Air (1955) : Sir Everett
  - Whodunit (1956) : l'ange Wilfred
  - I Killed the Count en 3 parties (1957) : Lord Sorrington
- 1956 : Operation Cicero : Travers
- 1962 : Don't Call Me Charlie (série) : Le général Steele (unknown episodes, 1962-1963)
- 1963 à 1965 : Suspicion, 2 épisodes :
  - An Out for Oscar (1963) :  Mr. Hodges
  - Thou Still Unravished Bride (1965) : Guerny, Sr.
- 1966 : Daktari (série) : The Killer Lion saison 1, épisode 3 : Roger Ealing
- 1966 à 1968 : Batman (série) 120 épisodes : Alfred Pennyworth
- 1973 : Crime Club  (téléfilm) : John, le majordome
- 1974 : QB VII (feuilleton) : Semple
- 1977 : Le Chien d'or (The Golden Dog) : Archie
- 1978 : The Bastard : Dr Bleeker
- 1978 : Colorado (Centennial) (mini-série) : Lord Venneford
- 1979 : The Contest Kid Strikes Again
- 1981 : The Monkey Mission : Briarton